# Studia Polsko-Ukraińskie
 Studia Polsko-Ukraińskie – rocznik ukazujący się od 2014 roku w Warszawie. Wydawcą jest Wydział Lingwistyki Stosowanej Uniwersytetu Warszawskiego. Publikowane są w nim artykuły naukowe, recenzje, materiały dotyczące badań interdyscyplinarnych i komparatystycznych z zakresu literaturoznawstwa, historii oraz filozofii związanych z Ukrainą. Redaktorem naczelnym jest Walentyna Sobol.